# Iwris Kelly
Iwris Kelly (Den Haag, 29 november 1972) presenteerde van 2002 tot 2006 bij het NOS Journaal. Voor die tijd werkte zij 3,5 jaar als verslaggeefster en presentatrice bij de Amsterdamse tv-zender AT5. In Amsterdam werd zij bekend als een van de gezichten van het AT5 Nieuws en het zomerprogramma De Zwoele Stad.
De journalistieke carrière van Iwris begon na het afronden van de School voor Journalistiek in Utrecht met een baan als redacteur bij het actualiteiten programma Netwerk. Daarna werkte zij onder andere als verslaggeefster bij de Wembley Observer in Londen en als redacteur bij het praatprogramma Barend & Witteman.
In 2002 was Iwris een van de drie genomineerden voor de Philip Bloemendal Prijs, een stimuleringsprijs voor jonge talentvolle presentatoren. Iwris heeft niet alleen ervaring in televisie journalistiek: in de periode dat zij presenteerde bij het NOS Journaal schreef zij als freelancer diverse artikelen voor de weekbladen Margriet en Grazia. Ook heeft zij als nieuwslezer gewerkt bij radio 3FM en BNR Nieuwsradio.
In 2007 besloot Iwris te stoppen met haar journalistieke carrière en richtte zij zich op haar studie psychologie. In 2014 behaalde Iwris haar master Klinische Psychologie aan de Universiteit van Amsterdam. 
Privé:
Iwris is getrouwd en woont met haar man en twee kinderen in Het Gooi.